# Gaston Berger
Gaston Berger (Saint-Louis, 1º ottobre 1896 – Longjumeau, 13 novembre 1960) è stato un filosofo e funzionario francese, conosciuto soprattutto per il suo studio di Husserl e per il suo lavoro sulla caratterologia.

## Biografia
Il 30 settembre 1914, alla vigilia del suo 18 ° compleanno, Gaston Berger decise volontariamente di impegnarsi nell'esercito francese, nel quale rimase per cinque anni. Ritornò ufficiale e decorato con la Croix de guerre. Dopo essere stato direttore di una fabbrica di fertilizzanti nel sud-est nel 1930, fondò il Centre universitaire international et des centres de prospective e fu il direttore di Études philosophiques. Nel 1937, Berger fu il responsabile per la creazione del comitato di collegamento delle aziende francesi della filosofia, che divenne nel 1966 l'Associazione delle Società filosofiche di lingua francese (ASPLF). Ha presieduto il primo Congresso Nazionale delle imprese francesi in filosofia nel 1938.
Nel giugno 1941, ha presentato le sue due tesi alla Facoltà di Lettere di Aix. Fu direttore del Ministero della Pubblica Istruzione Superiore dell'Educazione Nazionale 1953-1960, e modernizzato l'università francese, durante questo periodo. È stato eletto membro dell'Accademia delle Scienze morali e politiche nel 1955. Fondò la rivista Foresight e il centro con lo stesso nome con Andre Gros nel 1957.
Poi direttore di istruzione superiore, Ministero della Pubblica Istruzione, creò l'istituto IAE a Parigi con Robert Goetz nel 1956 e l'INSA di Lione nel 1957 con il rettore Capelle.
È l'inventore del termine prospettiva, che significa studio dei futuri possibili.
L'Università di Saint-Louis, Senegal (sua città natale) è stata a lui intitolata. 
È il padre del coreografo Maurice Béjart (1927-2007).

## Principali opere
- Recherches sur les conditions de la connaissance. Essai d'une théorétique pure, 1941
- Le "cogito" dans la phénoménologie de Husserl, 1941

Postume sono state pubblicate due raccolte di suoi articoli:
- L'homme moderne et son education, 1962
- Phénoménologie du temps et prospective, 1964